# Ušḫuni
Ušḫuni (hurritisch: „Silber“) ist in der hurritisch-hethitischen Mythologie ein Götterfeind und Sohn des Korngottes Kumarbi.
Ušḫuni ist der Sohn des Kumarbi und einer Menschenfrau. Zunächst bedroht er die Waisenkinder seines Dorfes, die ihn darauf aufmerksam machen, dass er Halbwaise sei. Dann bedroht er seine Mutter, die ihm daraufhin gesteht, dass Kumarbi sein Vater, Teššub sein Bruder und Ištar/Šawoška seine Schwester sei. So macht Ušḫuni sich auf, seinen Vater zu suchen, den er jedoch nicht antrifft. Später verprügelt er die Götter mit einer Peitsche und schafft es, selber Götterkönig zu werden. Er reißt den Sonnengott Šimige und den Mondgott Kušuḫ vom Himmel, die ihm beide die Treue schwören. Schließlich gelingt es wahrscheinlich Ištar/Šawoška Ušḫuni zu besiegen.